# Tatjana Tołok

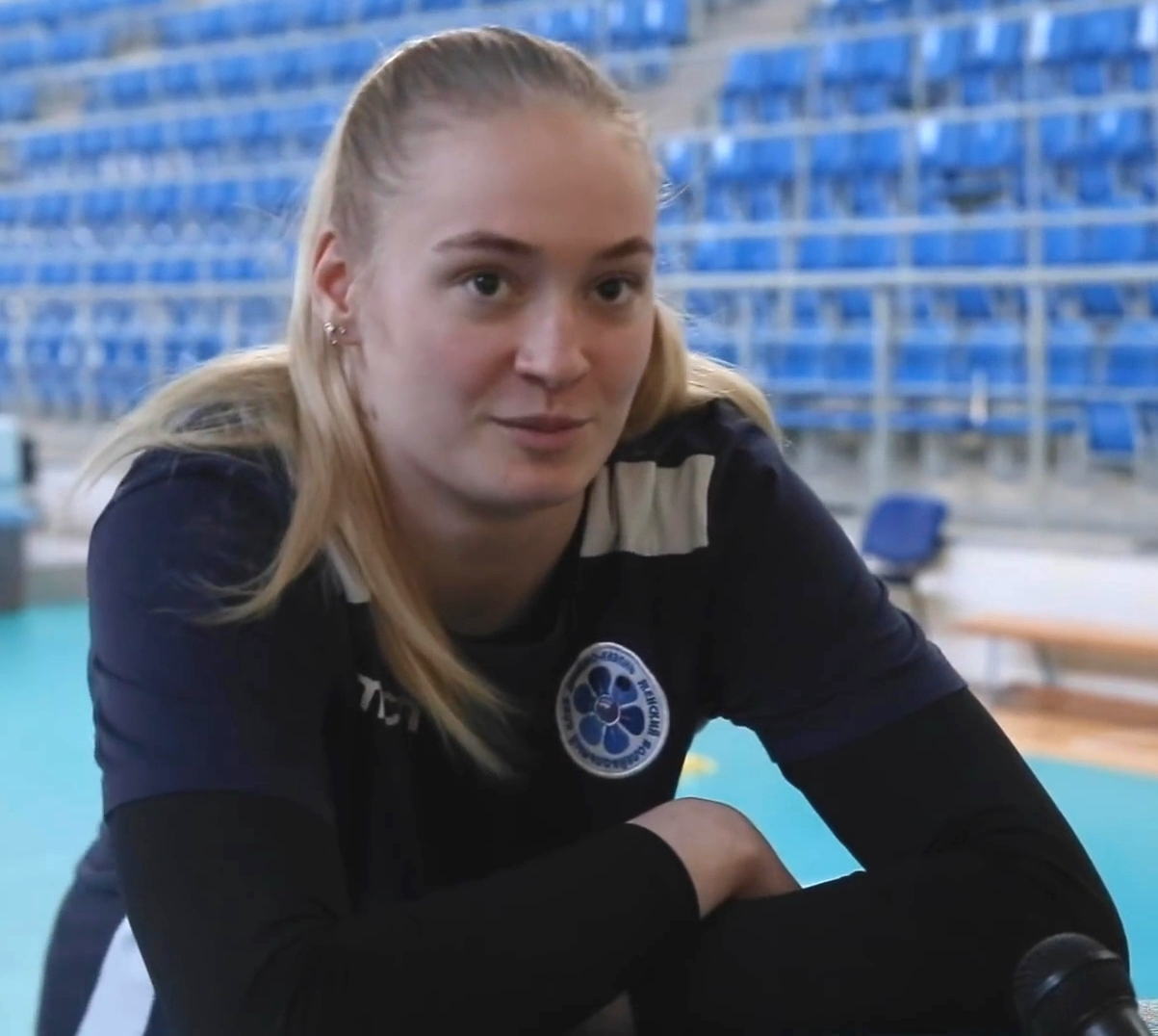
Tatjana Kadoczkina-Tołok zawodniczką Dinama Kazań

Tatjana Aleksiejewna Tołok (ros. Татьяна Алексеевна Толок; z domu Kadoczkina ur. 21 marca 2003 w Orenburgu) – rosyjska siatkarka, reprezentantka kraju, grająca na pozycji przyjmującej.
Jej ojciec Aleksiej w przeszłości był zawodowym siatkarzem. Od sezonu 2017/2018 jest dyrektorem sportowym Sparty Niżny Nowogród. Również jej mąż Dienis Tołok jest siatkarzem.

## Sukcesy klubowe
Puchar Rosji:
- 2019, 2020[7], 2021

Mistrzostwo Rosji:
- 2020
- 2023, 2024
- 2021

Superpuchar Rosji:
- 2020[8]

Puchar CEV:
- 2025[9]

## Sukcesy reprezentacyjne
Mistrzostwa Europy Kadetek:
- 2017[10]

Mistrzostwa Europy U-16:
- 2017[11]

Mistrzostwa Świata Kadetek:
- 2017[12]

Mistrzostwa Europy Juniorek:
- 2018[13]

## Nagrody indywidualne
- 2017: MVP Mistrzostw Europy U-16[14]
- 2025: MVP finału Pucharu CEV[15]